# Lorraine-Dietrich Type VFG 6
Der Lorraine-Dietrich Type VFG 6 ist ein Pkw-Modell der 1900er Jahre. Hersteller war Lorraine-Dietrich in Frankreich.

## Beschreibung
1908 war das einzige Produktionsjahr für dieses Modell. Nachfolger wurde der Type VG 6.
Konstrukteur des Motors war Giustino Cattaneo, der für das italienische Partnerunternehmen Isotta Fraschini tätig war. Er entwickelte einen Sechszylinder-Reihenmotor; den ersten dieses Herstellers. Er ist als T-Kopf-Motor ausgeführt. Jeweils drei Zylinder sind zusammengegossen. 80 mm Bohrung und 120 mm Hub ergeben 3619 cm³ Hubraum. Der Motor war damals in Frankreich steuerlich mit 15/20 CV eingestuft.
Der Motor ist vorn längs im Fahrgestell eingebaut. Er treibt über ein Vierganggetriebe und Ketten die Hinterräder an. Die Bremse wirkt zeittypisch nur auf die Hinterachse.
Das Fahrgestell hat 3150 mm Radstand.